# Callithomia hulda
Callithomia hulda är en fjärilsart som beskrevs av Felder 1865. Callithomia hulda ingår i släktet Callithomia och familjen praktfjärilar. Inga underarter finns listade i Catalogue of Life.